# Pédagogie du Porc
La Pédagogie du Porc, en latin Paedagogium Porci, était une des quatre pédagogies dans lesquelles étaient enseigné durant trois ans les cours de la Faculté des Arts, appelés philosophie, et servant de propédeutique à l'entrée dans les diverses facultés proprement dites.  Les pédagogies existaient à côté des nombreux collèges, et fondations qui, unies corporativement, mais gardant leur autonomie et agréées par les autorités académiques, formaient cette nébuleuse qu'était l'Université des Études de Louvain (Universitas studiorum) ou Université de Louvain, qui les chapeautait tous. Le mot Universitas avait à l'époque toujours son sens de corporation.
Ce système était commun aux nombreuses universités médiévales et il est toujours en vigueur à Oxford et Cambridge.
Chacun des collèges et pédagogies avait ainsi ses spécificités et son histoire personnelle.
Les anciennes universités, avant les réformes napoléoniennes et la création des Lycées, englobaient ce qu'on appelle de nos jours les "humanités supérieures" au sein de la Faculté des Arts. Ce qui explique que l'on entrait à l'Université vers 14 ou 15 ans.

## Histoire
Henri van Loen, devient un des premiers étudiants de l’université de Louvain, fondée en 1425 et y obtient la première place à la première promotion des maîtres ès arts en 1428. Il fait ensuite des études de théologie et obtient le grade de bachelier. Il fonde avec son ami Nicolas Valckenisse la pédagogie du Porc, qu’il gouverne pendant onze ans. En 1437, il est recteur de l’université,. Cette école, située dans l'actuelle rue de Namur, se fait agréer par l'Université et en constitue le Paedagogium Porci, la Pédagogie du Porc.
Ce nom lui venait du fait qu'étant située en face de la franche taverne du Sanglier  ou Porc Sauvage (Wildverken) au coin de la Kraekhovenstraat, elle choisit par antinomie, puisqu'elle était un lieu d'éducation, celui de "Porc" qui est un sanglier civilisé.
Toutefois dès le XVIe siècle elle déménagea dans les jardins du palais de Standonck, mais conserva son vieux nom. Cette pédagogie était alors splendidement située Place de l'Université en face du Collège du Pape. Elle s'agrandit encore en 1516 par adjonction de l'hôtel de Bergues, évêque de Cambrais.
Selon un rapport du maire de Beriot, du 29 janvier 1804, après la suppression de l’Université, la Pédagogie du Porc et son voisin le Collège Standonck devinrent un asile destiné à recueillir les pauvres et surtout les femmes "perdues".